# Centeterus
Centeterus is een geslacht van gewone sluipwespen (Ichneumonidae). De wetenschappelijke naam werd gepubliceerd door Constantin Wesmael in 1845.

## Soorten
- Centeterus alpinus
- Centeterus balearicus
- Centeterus confector
- Centeterus elongator
- Centeterus euryptychiae
- Centeterus flavopictus
- Centeterus ibericator
- Centeterus ipsivorus
- Centeterus linearis
- Centeterus major
- Centeterus meridionator
- Centeterus nigricornis
- Centeterus rubiginosus
- Centeterus tuberculifrons